# Trinidad (Colorado)
Pour les articles homonymes, voir Trinidad.
La ville de Trinidad est le siège du comté de Las Animas, situé dans le Colorado, aux États-Unis.

## Démographie
| 1870 | 1880  | 1890  | 1900  | 1910   | 1920   |
| ---- | ----- | ----- | ----- | ------ | ------ |
| 562  | 2 226 | 5 523 | 5 345 | 10 204 | 10 906 |

| 1930   | 1940   | 1950   | 1960   | 1970  | 1980  |
| ------ | ------ | ------ | ------ | ----- | ----- |
| 11 732 | 13 223 | 12 204 | 10 691 | 9 901 | 9 663 |

| 1990  | 2000  | 2010  | - | - | - |
| ----- | ----- | ----- | - | - | - |
| 8 580 | 9 078 | 9 096 | - | - | - |

Selon le recensement de 2010, Trinidad compte 9 096 habitants. La municipalité s'étend sur 9,28 milles carrés (24,04 km2).

## Personnalités
- Felipe Baca (1828–1874), fermier et homme politique, un des fondateurs de la ville.